# 甚吉森 (秋田県・青森県)

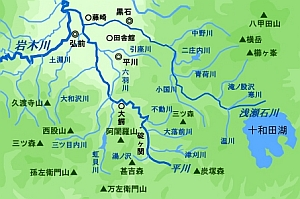
甚吉森はこの地図の中央最下部付近。

甚吉森（じんきちもり）は、秋田県大館市と青森県平川市、大鰐町との境界にある山である。岩木川の最大の支流である平川の源流域にあたる。

## 地理
甚吉森は大鰐山地と呼ばれる山塊の東部にある。この山塊では、西から万左衛門山（標高665メートル）、大日影山（標高820メートル）、甚吉森、炭塚森（571メートル）、馬糞森山（標高785.5メートル）などが連なっている。これらの稜線は、青森県側の岩木川水系と秋田県側の米代川水系の分水嶺になっている。

### 地質
主に第三紀に由来する緑色凝灰岩から成る。

### 地形
一帯は標高差が400メートルから600メートル程度の中起伏山地である。このうち北山麓、南山麓、東山麓がそれぞれ川による開析が進んでいる。とくに北側は岩木川の三次支川島田川によって侵食され、北西側では小起伏山地になっている。東側は岩木川の二次支川湯ノ沢、南側は米代川の二次支川の源流の沢が入り込んでいる。

### 自然
一帯の低標高域は天然林の伐採が行われた結果スギやカラマツなどの人工林は多いのに対し、山頂付近の青森県側にはブナやミズナラの森が広がっている。

## 歴史
江戸時代、碇ヶ関御関所の脇道番所が早瀬野と島田（大鰐町）の甚吉峠にあり補助的な役割を果たしていた。

## 地誌
甚吉森から南東側の炭塚森へと続く稜線の鞍部に矢立峠が通じている。矢立峠は羽州街道の要地の一つで、江戸時代には津軽藩の「津軽三関」の一つに数えられていた。
甚吉森の西斜面には湯ノ沢温泉（青森県）、日景温泉・矢立温泉（秋田県）が沸く。北斜面では、島田川の中流に島田温泉が開かれている。

## 登山
秋田・青森県境を甚吉森、大日影山、縫戸山と続く「白神矢立登山道」の最も北に位置する山である。甚吉森、大日影山、縫戸山を「矢立三山」とも言う。山頂は広い草地の広場になっているが、周囲の樹木のため、展望は良くない。山頂付近はどちらの方向の登山道も、ブナ林の中の急な坂になっている。
矢立温泉や日景温泉、道の駅やたて峠からの登山道も整備されている。また矢立峠周辺の登山道には遊歩道や四阿、展望台などが整備されている。